# 成年禮
成年禮，又稱成人禮，存在於世界各地許多文化中，是一項慶祝人從青少年進入成人階段的儀式。象徵人在經過儀式之後，邁入人生下一階段，需承擔更多人生責任與社會期待。

## 類型

### 標誌型
標誌型成年禮出現時間較早，儀式多為改變外型，如紋身、更換髮式等。
- 中國冠禮

主要施行於周代士人以上的貴族階層，不同階級的冠禮儀節稍有差異。士人在二十歲時行冠禮，王公則在十二或十五歲時行冠禮。行過冠禮的男子才被承認為正式家族成員，能以代表家族、在社會上行使職權。
- 中國笄禮

笄禮用於標示女子已到適婚年齡，行笄禮的年齡不固定。行笄禮後未嫁的女子，仍維持少女裝扮，加笄僅為一時形式象徵。

### 教導型
教導型成年禮藉由儀式施行教育功能，教育即將成年的青少年傳承文化傳統、認識社會角色的轉換等。
- 阿美族Lidaw社Palunan（船祭）

船祭在年齡階級訓練的最後階段，是為過渡儀式。船祭當日清晨，成年男子會帶著即將成年的青少年進行祭告祖靈儀式。而後青少年會抬起祖先遺留的祭船，一路唱著祭歌，往聚落外的東方海域去。出海過程危險，青少年們協力駕船，重演祖先的經歷。上岸後，與女子共食共舞，完成祭儀。完成船祭的男子，性別身分與性別意識得以被社會認同。
- 阿美族Lidaw社Bawsa（女子送飯包）

參與船祭之男子的交往對象，在船祭早晨，會在家中準備hakhak（蒸熟的糯米飯）、tulun（蒸熟的糯米搗成的米麻糬）、豬肉湯等食物，到船祭會場與男子相會。當男子完成船祭上岸後，男女共食共舞，一同完成Palunan和Bawsa的性別過渡儀式。完成儀式的人，便被社會認可，擁有可以共組家庭的身分。

### 考驗型
考驗型成年禮多見於傳統部落的男子之中，形式多為考驗與磨難，如：割禮、燒身、拔牙、蟲螫等。
- 亞馬遜部落Satire-Mawe族戰士的成年禮

在戰士的成年禮中，男子須戴上裝有數百隻子彈蟻的編織手套，一面跳舞，一面忍受子彈蟻螫咬的疼痛，來進行儀式，直到無法忍受為止，成功撐過儀式的人就能成為勇士。對Satire-Mawe族而言，子彈蟻是神聖的生物，透過螫咬能傳授他們的狩獵能力與免疫力。被子彈蟻螫咬就像真的被子彈打中一樣，疼痛且可能造成生命危險，故在戴上手套前，會先在手上塗木炭，防止傷口感染。

### 象徵型
象徵型成年禮出現時間較晚，形式也較簡易，僅為象徵意義。
- 英國夏洛特女王舞會

1780年，英國國王喬治三世為慶祝妻子夏洛特的生日，舉辦了一場社交舞會。這場社交舞會邀請許多名流的女兒參加，這些少女會被介紹到國王與王后面前。參加過此舞會的少女，便可進入名流的社交圈，並擁有結婚的資格。此舞會成為傳統，直到夏洛特死後仍持續舉辦。
- 法國巴黎名媛舞會
- 北美地區甜蜜十六歲[7]

## 現代轉變
在當代工商業社會，人們的日常裝扮多受歐美影響，不再以傳統服飾為主。標誌型成年禮的儀式多為更換髮式、服飾等外觀的轉換。隨著傳統服飾、髮型逐漸被取代，標誌型成年禮也失去其可觀條件，因而衰微。
隨著學校教育普及，求學各階段的畢業典禮也象徵了年齡成熟與身分的轉換。因此成年禮漸漸轉換為這一類的儀式。